# Evacanthus ogumae
Evacanthus ogumae är en insektsart som beskrevs av Matsumura 1911. Evacanthus ogumae ingår i släktet Evacanthus och familjen dvärgstritar. Inga underarter finns listade i Catalogue of Life.